# 欧特维尔
欧特维尔（法語：Hauteville，法語發音：[otvil]）是瑞士弗里堡州的市镇，位於該國西部，面積10.52平方公里，海拔高度717米，2011年人口562，八成人口信奉羅馬天主教，该地区的人口密度为每平方公里53人。